# Giovanni Cervetti
Giovanni (Gianni) Cervetti (ur. 12 września 1933 w Mediolanie) – włoski polityk i dziennikarz, parlamentarzysta krajowy, poseł do Parlamentu Europejskiego II kadencji, przewodniczący Grupy Sojuszu Komunistycznego.

## Życiorys
Ukończył liceum klasyczne w Mediolanie, następnie w tym mieście podjął nieukończone studia medyczne. Od 1956 do 1961 studiował ekonomię na Moskiewskim Uniwersytecie Państwowym im. M.W. Łomonosowa, po czym powrócił do Włoch. Działał w lokalnej izbie pracy. Zawodowo zajmował się dziennikarstwem. Był później m.in. przewodniczącym Istituto per la storia dell'età contemporanea (organizacji zajmującej się dokumentowaniem współczesnej historii Włoch), szefem rady administracyjnej miejskiego chóru im. Giuseppe Verdiego oraz reprezentantem ministerstwa edukacji i nauki w radzie administracyjnej Uniwersytetu w Mediolanie.
W 1949 zaangażował się w działalność polityczną w ramach Włoskiej Partii Komunistycznej. Od 1965 do 1969 był sekretarzem ugrupowania w Mediolanie, a od 1970 do 1975 w okręgu. Od 1975 należał do sekretariatu krajowego PCI (odpowiadając za organizację), w latach 1979–1984 pozostawał jego sekretarzem w Lombardii. W 1984 został wybrany posłem do Parlamentu Europejskiego II kadencji, objął funkcję przewodniczącego Grupy Sojuszu Komunistycznego. Jednocześnie od 1987 do 1992 zasiadał w Izbie Deputowanych X i XI kadencji. W kadencji 1989–1992 ogłoszono go ministrem obrony w gabinecie cieni komunistów, był też parlamentarnym delegatem do Zgromadzenia Parlamentarnego NATO.
Opublikował kilka książek autobiograficznych i poświęconych działaniom partii.